# Marcia Resnicková
Marcia Aylene Resnicková (nepřechýleně Marcia Resnick; 21. listopadu 1950 – 18. června 2025) byla americká fotografka, spisovatelka a grafička. Narodila se a žila v New Yorku.

## Publikace a výstavy
Autorčina kniha fotografií a textů s názvem Punks, Poets, and Provocateurs: New York City Bad Boys, 1977-1982, vydaná 10. listopadu 2015, obsahuje doslov od Anthonyho Hadena-Guesta a příspěvek Victora Bockrise. Dřívější kniha, vydaná autorkou v roce 1978, se jmenovala Re-visions (Revize), která je nyní (2024) vyprodána.
V roce 2016 byla v galerii Deborah Bell Photographs k vidění výstava Marcia Resnick, Conception: Vintage Photographs 1974-1976, kterou recenzoval časopis L'oeil de la photographie (Eye of Photography magazine).
V letech 2024–2025 byla její díla součástí výstavy Národní galerie umění s názvem 70s Lens: Reimagining Documentary Photography a souvisejícího online projektu 12 Documentary Photographers Who Changed the Way We See the World (12 dokumentárních fotografů, kteří změnili způsob, jakým vnímáme svět).

## Fotografické objekty
Její fotografie hudebníků rockového prostředí se objevují na obalech jejich alb. Mezi objekty jejích fotografií patří John Belushi, David Byrne, Iggy Pop, John Lydon, Mick Jagger, Andy Warhol, Johnny Thunders, William Burroughs nebo Allen Ginsberg.

## Vzdělávání, výuka a žurnalistika
Resnicková studovala na Cooper Union a New York University, než odešla na postgraduální studium na California Institute of the Arts, kde studovala u Johna Baldessariho a Allena Kaprowa. Po návratu do New Yorku učila na Queens College a NYU a pracovala pro SoHo Weekly News a New York Magazine.

## Osobní život
Resnicková byla vdaná za kytaristu MC5 Waynea Kramera, ale rozvedli se.
Resnicková zemřela v hospici na Manhattanu v New Yorku 18. června 2025 na rakovinu plic ve věku 74 let.